# 威海衛華勇營

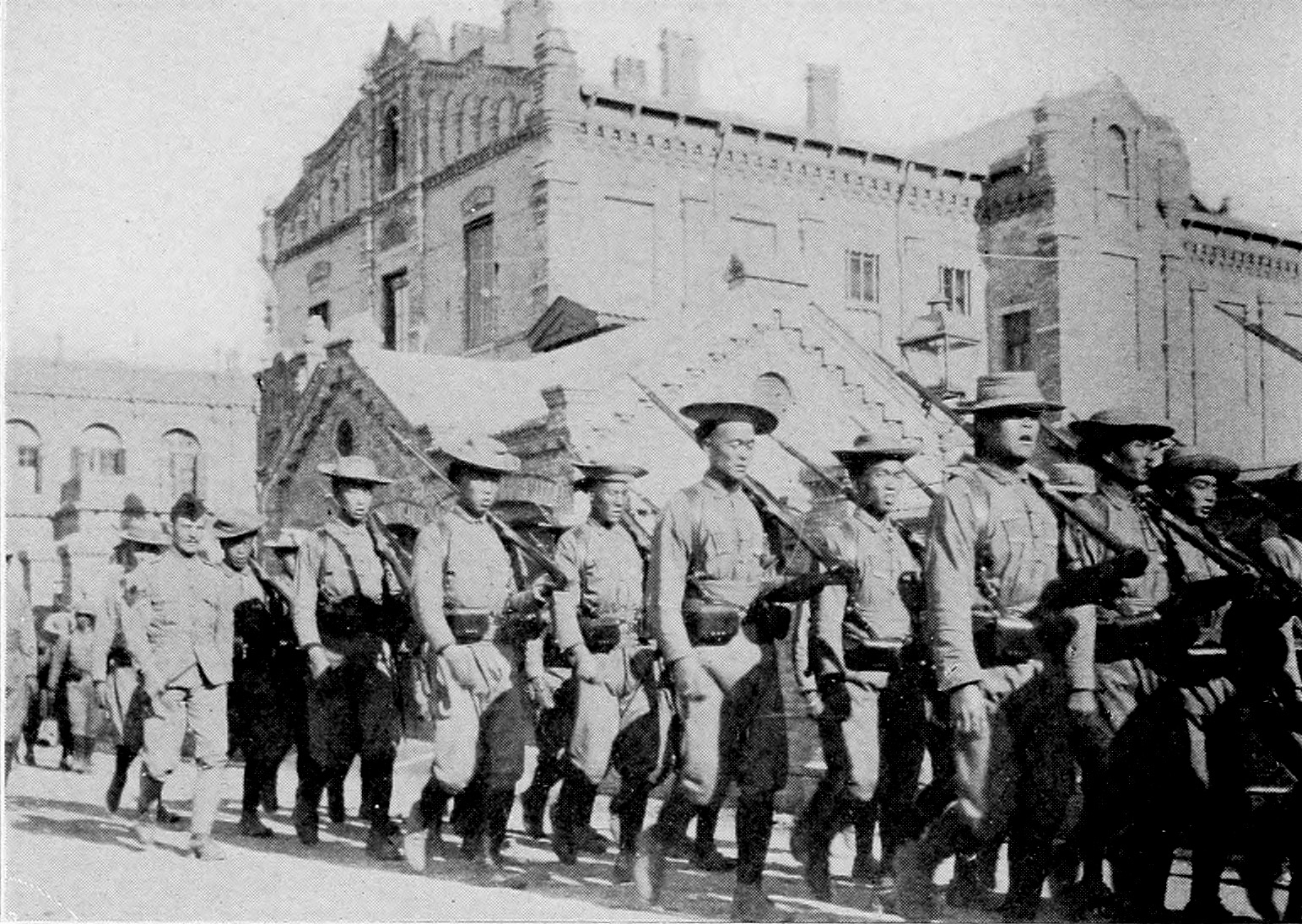
參加八國聯軍的華勇營

威海衛華勇營是1898年山東威海衛成為大英帝国的租借地之後，英國為了負責租借區的防務與治安而成立的一支由中國人組成的軍隊。

## 体制
華勇營尉級以上軍官均由英國正規軍調任。

## 兵力
約一千名中國籍士兵，主要由山東、直隸等地招募而来。

## 装备
華勇營裝備精良，清一色配備馬提尼-亨利步槍，並配有當時最先進的馬克沁機槍。

## 战绩
威海卫位于今山东威海，原为石落，明洪武三十一年（1398）设“卫”，称威海卫。華勇營曾在義和團運動期間，作為英國軍團一部參加了八國聯軍天津戰役、北京戰役。:51-84

## 评价
在1900年协助八国联军占领北京城后，获得联军的赞许。当时联军记者写到：“对于这一支新建的团队的表现，有些人真是相当担心。但是，不能怀疑的却是，他们只要有打仗的机会，就打得很好。”

## 解散
華勇營在八國聯軍之役的表現受到英國正面評價，但是英國由於下列因素決定解散：:74-75
1. 威海衛於1901年轉隸英國殖民地部，英國評估後認為威海衛不需要軍隊，而由英國殖民地部組織當地力量維持治安。
2. 國際情勢變化。英國1898年租借威海衛是為了制衡俄國駐軍旅順的行動，然而1902年英日結成同盟；1905年日俄戰爭之後日本接管旅順，英國不再需要威海衛用以制衡俄國。

## 相關
- 威海衛

## 延伸閱讀
- Arthur Alison Stuart Barnes. . Grant Richards. 1902  [2019-02-12]. （原始内容存档于2020-03-30）.

## 外部連結
- 照片：穿禮服的華勇營士兵 （页面存档备份，存于）；1900年8月華勇營在大沽口登陸 （页面存档备份，存于）（原圖 （页面存档备份，存于））